# Кайзерслаутерн
Кайзерсла́утерн (нім. Kaiserslautern) — місто на заході Німеччини, на річці Лаутер, земля Рейнланд-Пфальц. Населення міста становить 99 662 осіб (станом на 31 грудня 2020). Виникло в IX столітті як королівська резиденція.
Також місто знамените своїм університетом і промисловістю. Футбольна команда «Кайзерслаутерн», за котру виступав Фріц Вальтер, — неодноразовий чемпіон Німеччини, причому це найменше за населенням місто, чий футбольний клуб ставав чемпіоном Німеччини.

## Місто і цікаві місця
|  |
|  |
|  |

На сьогодні Кайзерслаутерн — сучасний центр інформаційних і комунікаційних технологій, і, одночасно з цим, широко відомий університетом, технічним коледжем і багатьма дослідними інститутами, розташованими по всьому місту.
Палатинська галерея, датована 1874 р., пропонує до огляду живопис і скульптуру періоду з XIX століття по сьогоднішній день.

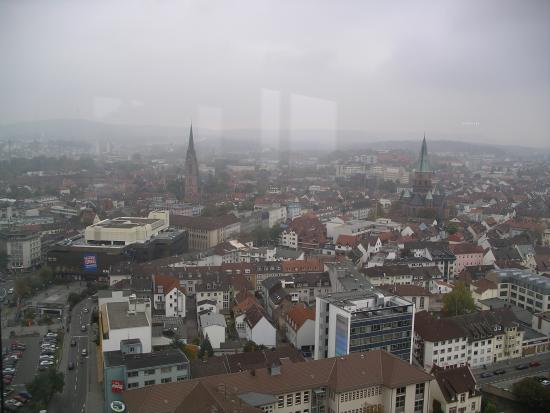
Центр Кайзерслаутерна. Вид з верхніх поверхів будинку міської адміністрації.

Будівля міської адміністрації (нім. Rathaus Kaiserslautern) — одна із найвищих споруд округу, розташована в самому центрі міста. Із бара і кав'ярні на верхньому поверсі відкривається панорамний вид на місто і навколишні сільські передмістя. Наразі найвищий будинок в місті — Маріенкірхе, будинок католицької церкви. Телевізійна башта, що є найвищою нежилою спорудою, могла б стати найвищою спорудою міста, проте, вона знаходиться не в Кайзерслаутерні, а в південно-західному передмісті міста — Дансенбергу.

## Історія

### Друга світова війна і після неї
Під час Другої світової війни понад 60 відсотків міста Кайзерслаутерн було знищено в результаті бомбардувань авіації союзників.
Відновлення економіки почалося в 1952 році, коли створення великого гарнізону американських військ призвело до росту фінансово-економічного рівня регіону.

## Політика

### Керівники міста

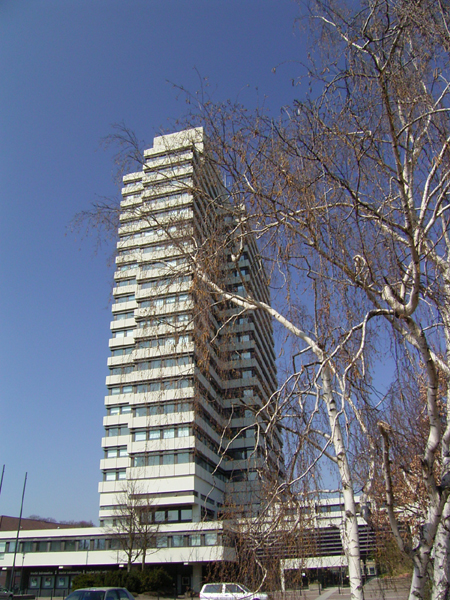
Ратуша з готелем і оглядовим майданчиком на висоті 84 м

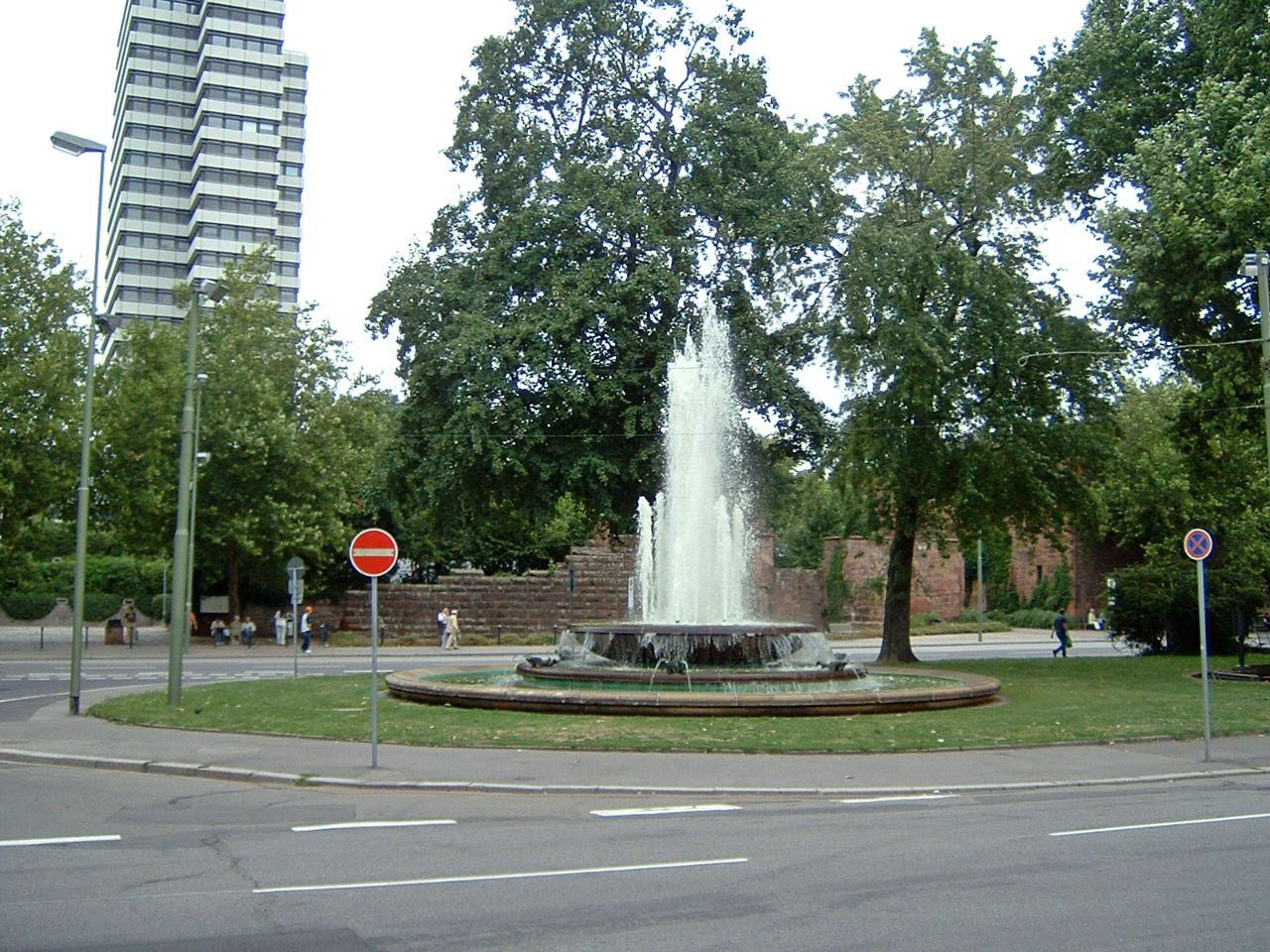
фонтан «Факель»

- 1789—1800: Людвіг Шоффер (Ludwig Schoefer)
- 1811—1813: Шарль Август Люффт (Charles Auguste Lufft)
- 1814—1826: Даніель Хуммель (Daniel Hummel), із них 1814—1817 керував з титулом «обербюргермайстер»
- 1826—1834: Карл Шпет (Carl Spaeth)
- 1835—1850: Адам Вебер (Adam Weber)
- 1850—1852: Валентин Якоб (Valentin Jacob)
- 1852—1853: Карл Орт (Carl Orth)
- 1853—1857: Адріан Плетш (Adrian Pletsch)
- 1858—1864: Філіпп Хак (Philipp Hack)
- 1864—1869: Жан (Іоганн) Гельберт (Jean (Johann) Gelbert)
- 1870—1874: Карл Холе (Carl Hohle)
- 1875—1883: Луі (Людвіг) Гьорг (Louis (Ludwig) Goerg)
- 1883—1884: Йозе фон Ноймаєр (Jose von Neumayer)
- 1885—1889: Карл Холе (Carl Hohle)
- 1890—1894: Йозе фон Ноймаєр (Jose von Neumayer)
- 1895—1905: Доктор медицини Теодор Орт (Dr. med. Theodor Orth)
- 1906—1918: Ханс Кюфнер (Hans Küfner)
- 1918—1932: Франц Ксав'єр Бауманн (Franz Xaver Baumann)
- 1932—1938: Ханс Вайсброд (Hans Weisbrod)
- 1938—1945: Ріхард Імбт (Richard Imbt)
- 1945—1956: Алекс Мюллер (Alex Müller)
- 1956—1967: Вальтер Зоммер (Walter Sommer)
- 1967—1979: Ханс Юнг (Hans Jung)
- 1979—1989: Тео Вондано (Theo Vondano)
- 1989—1999: Герхард Піонтек (Gerhard Piontek)
- з 1999: Бернгард Дойбуг (Bernhard J. Deubig)

### Міста-побратими
| - Девенпорт, Айова, США - Дузі, Франція - Сен-Кантен, Ена, Франція - Ньюхем (Лондон), Велика Британія - Бункьйо-ку, район Токіо, Японія | - Бранденбург-на-Гафелі, Бранденбург, Німеччина - Плевен, Болгарія - Колумбія, Південна Кароліна, США - Сількеборг, Данія - Гімарайнш, Португалія | - Баня-Лука, Боснія і Герцеговина - Бітола, Північна Македонія - Ігуалада, Іспанія - Ротерхем, Велика Британія |

## Відомі особистості
У місті помер:
- Грунауер Олександр Адольфович (1921—2013) — вчений. Фахівець у галузі проблем регулювання двигунів внутрішнього згорання.

### Уродженці
- Марк Форстер (* 1984) — німецький співак і автор пісень.